# Musée Rainilaiarivony
Le musée Rainilaiarivony est un musée à Antananarivo. Il a été inauguré le 18 avril 2023 par le président de la République Andry Rajoelina, à l’occasion de la journée internationale des monuments et des sites.

## Historique
Le musée Rainilaiaraivony est un musée dédié à Rainilaiarivony, Premier ministre et co-roi de Madagascar lors de son mandat à la tête du gouvernement royal durant 31 ans, de 1864 à 1895, pendant lequel il a joué un rôle dans la modernisation du pays.
Rainilaiarivony est né le 30 janvier 1828, a été Premier ministre durant trois décennies et a également été co-roi de Madagascar, étant marié successivement à trois reines : Rasoherina, Ranavalona II et Ranavalona III.
La propriété sur laquelle se trouve le musée était la demeure de Rainilaiarivony et sa famille. Après le rachat de la propriété par le gouvernement de Ratsiraka en 1978, le site a été laissé à l’abandon pendant 45 ans. Ce fut en 2019 que des travaux de reconstruction ont commencé et ont mené à l’achèvement du site.

## Présentation du musée
Le musée présente deux sites : le premier raconte la vie de Rainilaiarivony en tant qu’homme d’État et le second en tant que père et citoyen.